# اوهام روح
| بررسی انتقادی       | بررسی انتقادی |
| منبع                | رتبه‌بندی      |
| ------------------- | ------------- |
| آل‌میوزیک            | [ ۱ ]         |
| آلترنتیو پرس        | [ ۲ ]         |
| بلبرموث             | [ ۳ ]         |
| Chronicles of Chaos | 9/10 ستاره    |
| کرانگ!              | 5/5 ستاره     |
| پیچفورک مدیا        | ۸٫۴/۱۰        |
| پاپ‌مترز             | [ ۵ ]         |

اوهام روح (به انگلیسی: Ghost Reveries) هشتمین آلبوم گروه موسیقی سوئدی، اپث، است. این آلبوم در اوت ۲۰۰۵ منتشر شد.

## نگاه کلی به آلبوم

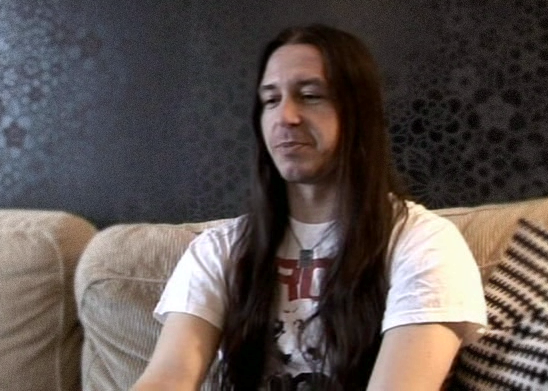
نوازنده کیبورد گروه اپث، پر ویبرگ.

این نخستین آلبوم اپث است که توسط ناشر جدیدش، رودرانر رکوردز، منتشر می‌شود. از لحاظ موسیقی به مانند آلبوم رهایی گروه است، هرچند عناصری از موسیقی آلبوم نفرین‌شدگی را هم در خود دارد.
این آلبوم آخرین همکاری مارتین لوپز (درامر) و پیتر لیندگرن (گیتارنواز) با گروه است، همچنین پر ویبرگ، نوازنده کیبورد، نخستین همکاری خودش را به عنوان یکی از اعضای اصلی گروه در آلبومی استودیویی انجام داد. پس از آلبوم طبیعت بی‌جان؛برای نخستین بار است که ترانه‌های گروه پیش از ورود به استودیو سروده می‌شود و پیش از ضبط آلبوم؛ گروه به مدت سه هفته به تمرین قطعات پرداخت.
آلبوم پس از عرضه تا جایگاه ۶۴ بیلبورد ۲۰۰ در ایالات متحده آمریکا بالا آمد.

## فهرست آهنگ‌ها
1. Ghost of Perdition
2. The Baying of the Hounds
3. Beneath the Mire
4. Atonement
5. Reverie/Harlequin Forest
6. Hours of Wealth
7. The Grand Conjuration
8. Isolation Years

نسخه ویژه از آلبوم شامل یازخوانی آهنگی از دیپ پرپل،«Soldier of Fortune»، است.